# Mesocyclops longisetus
Mesocyclops longisetus är en kräftdjursart som först beskrevs av Thiébaud 1912.  Mesocyclops longisetus ingår i släktet Mesocyclops och familjen Cyclopidae.

## Underarter
Arten delas in i följande underarter:
- M. l. curvatus
- M. l. longisetus